# The Age of Innocence (soundtrack)
The Age of Innocence is de soundtrack van het gelijknamige kostuumdrama uit 1993. De originele filmmuziek werd gecomponeerd door Elmer Bernstein.

## Achtergrond
Na Cape Fear (1991) besloot regisseur Martin Scorsese opnieuw samen te werken met Elmer Bernstein. De filmcomponist werd nog voor het begin van de opnames van The Age of Innocence (1993) in dienst genomen om de muziek voor het kostuumdrama te componeren. De soundtrack is volgens Bernstein een eerbetoon aan het werk van Johannes Brahms. De muziek werd in juni 1993 opgenomen in The Hit Factory in New York en drie maanden later uitgebracht. Het album werd in 1994 genomineerd voor een Grammy Award en een Oscar.

## Tracklist
| Nr. | Titel                                                                                    | Duur |
| --- | ---------------------------------------------------------------------------------------- | ---- |
| 1.  | The Age of Innocence                                                                     | 4:37 |
| 2.  | At the Opera (Een gedeelte van de opera Faust)                                           | 3:11 |
| 3.  | Radetzky March (feat. Berlin Radio Symphony Orchestra)                                   | 2:16 |
| 4.  | Emperor Waltz, Op. 437/Tales from the Vienna Woods (feat. London Philharmonic Orchestra) | 2:26 |
| 5.  | Mrs. Mingott                                                                             | 1:42 |
| 6.  | Dangerous Conversation                                                                   | 2:13 |
| 7.  | Slighted                                                                                 | 0:58 |
| 8.  | Van Der Luydens                                                                          | 2:17 |
| 9.  | First Visit                                                                              | 2:28 |
| 10. | Roses Montage                                                                            | 1:19 |
| 11. | Ellen's Letter                                                                           | 2:05 |
| 12. | Archer's Books                                                                           | 2:08 |
| 13. | Mrs. Mingott's Help                                                                      | 3:49 |
| 14. | Archer Pleads                                                                            | 1:48 |
| 15. | Passage of Time                                                                          | 2:44 |
| 16. | Archery                                                                                  | 1:28 |
| 17. | Ellen at the Store                                                                       | 2:14 |
| 18. | Blenker Farm                                                                             | 2:38 |
| 19. | Boston Common                                                                            | 0:53 |
| 20. | Parker House                                                                             | 1:16 |
| 21. | Pick up Ellen                                                                            | 2:12 |
| 22. | Conversation with Letterblair                                                            | 2:33 |
| 23. | Archer Leaves                                                                            | 1:03 |
| 24. | Farewell Dinner                                                                          | 2:04 |
| 25. | Ellen Leaves                                                                             | 2:42 |
| 26. | In Paris                                                                                 | 1:12 |
| 27. | Ellen's House                                                                            | 0:48 |
| 28. | Madame Olenska                                                                           | 2:17 |
| 29. | End Credits                                                                              | 5:04 |